# Gor (fictieve planeet)

Kaart van Gor

Gor is een wereld die bedacht werd door de Amerikaanse schrijver John Norman, en is vervat in 38 boeken. Gor betekent Thuissteen en is ook de naam van de fictieve planeet.

## Planeet
Gor heeft een zwaartekracht die minder dan half zo groot is als die van de Aarde, hetgeen suggereert dat de planeet ongeveer zo groot is als Mars. Haar omloopbaan ligt waarschijnlijk iets dichter bij de Zon dan die van de Aarde; de zon wordt omschreven als wat feller en groter dan ze op Aarde lijkt. Gor wordt door de "Priester-Koningen" door middel van kunstmatige zwaartekrachtsbeheersing in haar baan gehouden en wel zo dat de Zon altijd tussen de Aarde en Gor in staat. Gor heeft drie manen, die echter veel kleiner zijn dan de maan van de Aarde.
Bijna het hele landoppervlak bestaat uit één groot, ongeveer ruitvormig continent wat reikt vanaf de noordpool tot bijna halverwege de zuidpool en de evenaar. De landmassa beslaat ruwweg een vijfde van het planeetoppervlak. Een veel kleiner continent, of eiland, ligt aan de andere kant van de wereld, maar hierover is eigenlijk niets bekend.
Gor fungeert als een immens laboratorium voor de "Priester-koningen", een insectachtig volk dat niet afkomstig is van de planeet zelf. Zij staan niet toe dat de verschillende soorten op Gor (waaronder ten minste drie met voldoende intelligentie, namelijk mensen, Kurrii en de grote spinnen) technologie ontwikkelen boven een bepaald niveau.
Gor is niet oorspronkelijk uit het zonnestelsel van Sol afkomstig, maar arriveerde hier ongeveer twee miljoen jaar geleden; de hele planeet kan, eveneens door middel van kunstmatige zwaartekracht, door de interstellaire ruimte reizen.
Gor wordt bewoond door wezens afkomstig van minstens vier verschillende planeten, en waarschijnlijk nog meer ook. Het is niet bekend of er nog vertegenwoordigers van de oorspronkelijke fauna aanwezig zijn. Alle mensen op Gor stammen af van Aardbewoners die naar de planeet zijn gebracht door de Priester-Koningen (die dit al meer dan 10.000 jaar hebben gedaan, maar inmiddels met deze praktijken zijn gestopt) en de Kurrii (die de mensen soms gebruiken als pionnen in hun vóórtdurende oorlog tegen de Priester-Koningen).
Van de vier intelligente soorten op Gor zijn de mensen verreweg de grootste groep; toch zijn hun aantallen naar Aardse maatstaven onbetekenend, en naar hun maatstaven is de planeet van hun voorouders een claustrofobische mierenhoop.

## Ecologie
Ecologisch is Gor enorm complex, omdat er vertegenwoordigers van meerdere planeten samenleven. De Priester-Koningen moeten grote moeite hebben gedaan om een kunstmatige ecologie samen te stellen die op de lange duur stabiel bleek. Een opvallend kenmerk van veel Goreaanse diersoorten is dat ze bijna allemaal groter zijn dan hun Aardse tegenhangers, vrijwel zeker een gevolg van de veel lagere zwaartekracht. Een en ander verklaart misschien ook de grote eerbied die Goreanen koesteren voor de natuur.
Enkele van de opvallender diersoorten en -groepen:
De Bosk, de Goreaanse oeros die bijna zo groot wordt als een olifant.
De Tarn, de geweldige roofvogel, met een spanwijdte tot wel vijftien meter, die vijf mensen kan dragen en getemd wordt door de dappersten onder de Krijgerskaste.
De Sleen, een groep zespotige, niet-aardse roofdieren die kenmerken van zowel zoogdieren als reptielen vertonen, en de ecologische niches van bijna alle Aardse carnivoren (katachtigen, hondachtigen, marterachtigen en zelfs zeehonden) hebben ingenomen.
De Larl, mogelijk de meest vervaarlijke roofdieren op Gor, die een beetje op de grote katachtigen van de Aarde lijken, maar zo groot zijn als elanden - en buitengewoon woest.
Tharlarions, blijkbaar de benaming die Goreanen hanteren voor alle reptielen, van grote twee- en viervoeters die op Aardse dinosauriërs lijken en de gigantische krokodillen in de moerassen, tot de kleine kruimeldieven die hen volgen.
Tabuks, die in de Goreaanse ecologie de functie vervullen van herten, antilopen en gazellen, maar die slechts één hoorn hebben. Misschien stammen zij af van de Aardse Protoceratidae.
De Goreaanse Haaien stammen wel degelijk af van Aardse haaien, maar hebben zich nog verder aangepast; zij leven niet alleen in zee, maar ook in rivieren. In de zuurstofarme moerassen leven soorten met negen paar kieuwen, terwijl in ondergrondse, extreem zoute meren, diep onder de woestijn, blinde haaien rondzwemmen.
Dit is slechts een zeer oppervlakkige greep in de uiterst gevarieerde dierenwereld.

## Samenleving
Op Gor heerst een duidelijke bdsm-achtige hiërarchie, waarbij de vrouwen ondergeschikt zijn aan de mannen. Vrouwelijke slaven heten kajira (meervoud: kajirae), mannelijke slaven kajirus (meervoud: kajiri). Niet alle vrouwen op Gor zijn kajirae; er zijn ook vrije vrouwen, die echter altijd risico lopen tot kajira gemaakt te worden. Vrije vrouwen zijn ondergeschikt aan vrije mannen, maar staan boven de kajiri.
Gor is, naar Aardse maatstaven, een barbaarse wereld, maar wordt beheerst door ingewikkelde en onbuigzame, maar vrijwel ongeschreven regels. Het wordt bijvoorbeeld als acceptabel beschouwd om een vrouw van haar vrijheid te beroven, terwijl Goreanen liegen beneden peil vinden.
De samenleving op zich (althans in de steden) wordt op soortgelijke wijze beheerst door regels; in principe maakt iedere burger (afgezien van misdadigers, bedelaars en slaven) deel uit van een kaste. Er zijn honderden kasten, maar de belangrijkste vijf (de Ingewijden, de Krijgers, de Bouwlieden, de Schrijvers en de Geneesheren) maken in de politiek de dienst uit. Elke kaste kent, naast de normale sociale mores, zijn eigen gedragsregels en taboes. Met name de Krijgers zijn gehouden aan een zeer strikte gedragscode.
Steden worden doorgaans geregeerd door een raad van hoge kastelieden, maar in oorlogstijd wordt er vaak een maarschalk of "Ubar" aangewezen, die tot er vrede wordt gesloten in de praktijk alleenheerser is. Het komt soms voor dat de Ubar weigert de macht af te staan.
Een thuissteen is een zeer belangrijk, bijna godsdienstig symbool voor een Goreaan; zelfs een eenvoudige hoeve heeft er wel een, die overigens meestal geen speciale functie heeft in het huis zelf. Al zou een huis tot de grond toe afbranden, het wordt niet als verloren beschouwd zolang de thuissteen nog intact is. De steen wordt in geval van nood ook altijd meegenomen. De eerste de beste boer zou om het even wie de hersens inslaan als die zijn thuissteen te na komt. De oorsprong van dit vreemde gebruik is onbekend; was het misschien ooit de moeilijk te vervangen maalsteen, die altijd werd meegenomen naar de nieuwe hut?
Ook steden hebben "thuisstenen", waarvan het belang evenredig groter is. Toen de stad Ar op het toppunt van haar macht was, hield zij verscheidene thuisstenen van de steden die zij had veroverd in "gijzeling", wat zeer effectief bleek te zijn, terwijl het stelen van haar thuissteen het einde van haar macht betekende. Port Kar daarentegen was een stad zonder thuissteen, in de praktijk een stad zonder hart, en haar bewoners waren piraten die geen seconde voor haar zouden vechten. Maar toen een van hen een gewone steen tot thuissteen verklaarde, bleek dit genoeg om hen allen samen te binden om Port Kar te beschermen.
Gor kent een georganiseerde godsdienst, die in de praktijk neerkomt op aanbidding van de Priester-Koningen. De Ingewijden zijn hun priesterkaste, die een grote invloed hebben in het sociale leven. Zij voeren de heilige rites uit, zoals het zalven van een gestorvene met heilig vet. Sommigen van de Ingewijden weten méér dan anderen over de ware aard van hun goden, en opereren als hun geheim agenten.
In het Noorden, waar volkeren wonen die van Vikingen afstammen, worden de oude Noorse goden, m.n. Thor, nog aanbeden en lopen Ingewijden zelfs gevaar voor hun leven - net als ooit Christelijke priesters die zich onder de Noormannen waagden.

## Steden
Gor kent geen landen met duidelijk afgebakende grenzen; er zijn, vooral in de gematigde klimaatzone, stadstaten, en voor de rest gebieden waar de meer of minder nomadische stammen leven; in het koudere noorden, waar oorlogvoering minder vaak voorkomt, zijn er ook dorpen.
De grote steden bieden een wonderlijke aanblik; de Bouwmeesters woekeren met de ruimte door grote woontorens te bouwen van soms wel driehonderd meter hoog. Ook de stadsmuren zijn van cyclopische afmetingen.
Beroemde steden zijn het imperialistische Ar, de oudste, grootste en (nog steeds!) machtigste van alle steden; het van verre zichtbare Ko-Ro-Ba, bekend als de "Torens van de dageraad"; de piratenstad Port Kar, waar zeeschuimers uit het gehele Westen aanleggen; en het ongenaakbare en onneembare Treve, omhuld door grimmige bergen, waar woeste krijgers vandaan komen.

## Priester-koningen
Het volk dat Gor beheerst en de planeet naar het zonnestelsel van Sol heeft gebracht. Iedereen op Gor weet van hun bestaan en beschouwt hen als goden, maar over hun ware natuur is niets bekend, zelfs niet onder de "Ingewijden", de priesterkaste.
De invloed van de Priester-Koningen is immens; zij beperken de technologische ontwikkeling van mensen en Kurrii op Gor dusdanig dat zij geen bedreiging voor hen kunnen gaan vormen. Als iemand, bijvoorbeeld, een vuurwapen ontwikkelt, dan wordt de ongelukkige onmiddellijk vernietigd met een dodende straal afgevuurd door een geautomatiseerd verkenningsvliegtuig (UAV) waarvan de Priester-Koningen er vele in de hogere atmosfeer hebben vliegen.
De Priester-koningen, ook wel "Sardar" genoemd, hebben uiterlijk niets menselijks. Het zijn insectachtige (in feite lijken ze het meest op bidsprinkhanen) reuzen van wel zes meter hoog, met zes ledematen (vier loop-benen en twee armen) en een goudkleurig, geleed pantser als huid. Hun hoofden zijn bijna bolvormig, met delicate monddelen; op hun hoofd staan twee met miljoenen fijne haartjes bezette antennes. Hun "handen" hebben vier vingers, maar kunnen ook sikkelvormige dolken ontvouwen.
Ondanks hun geweldige afmetingen bewegen zij zich elegant en zeer snel als het moet. Ze zijn ook naar verhouding aanzienlijk sterker dan mensen, en hun pantser is buitengewoon stevig.
Hun intelligentie is veel geavanceerder dan die van zowel mensen als Kurrii; hun hersenen bestaan eigenlijk uit een reeks zenuwknopen die door het gehele lichaam verspreid zijn. Ze zijn functioneel doof, en communiceren via geuren; ze beschikken echter over zeer effectieve technologie om het een in het ander te vertalen.
Hun samenleving is insectachtig; tot de Nestoorlog werden zij bestuurd door een raad van oudsten, terwijl de opperheerschappij in handen was van de oeroude Koningin, die tevens de moeder is van alle nu op Gor levende Sardar. De oudste nu nog levende Priester-Koning is Misk; het lijkt waarschijnlijk dat hij weer een raad heeft ingesteld.
Recentelijk is een jonge koningin geboren; te zijner tijd zal zij paren met de enig overgebleven man (de meeste Sardar zijn geslachtsloos) en hem hoogstwaarschijnlijk verslinden, waarna zij een nieuwe generatie Priester-Koningen zal baren. Hoelang dit nog op zich zal laten wachten is niet bekend; individuele Sardar kunnen meer dan een miljoen jaar leven.
Hoewel de Priester-Koningen veel intelligenter, rationeler en verder ontwikkeld zijn dan mensen, kennen zij wel degelijk emoties zoals woede, hebzucht, genegenheid, mededogen en zelfs humor. Hun vermogen tot zelfbedrog is echter bijna geheel geatrofieerd.
Priester-Koningen zijn bijna onaantastbaar, maar er is één soort roofdier dat hen zonder moeite kan doden. De grote kevers die onder de Sardar-bergen wonen, en waarschijnlijk van dezelfde planeet komen als zijzelf, scheiden feromonen af die een Priester-Koning volkomen hulpeloos maken; als zij deze kevers ruiken, zoeken zij hen zelfs op om een extatische dood te sterven. Ondanks het immense gevaar dat deze kevers voor de Sardar vertegenwoordigen, rust een onoverkomelijk cultureel taboe op het doden ervan.
Tijdens een recent conflict binnen hun samenleving, de z.g. Nestoorlog, kwam een groot aantal Sardar om en werd hun macht ernstig ingeperkt. Zij deden grote moeite dit te verbergen om te voorkomen dat de Kurrii gebruik zouden maken van deze zwakte.

## Kurrii
Gor (en, in mindere mate, de Aarde) wordt min of meer voortdurend belegerd door de Kurrii, intelligente buitenaardse wezens die de planeet voor zichzelf willen hebben. De reden hiervoor is dat hun eigen thuisplaneet onbewoonbaar is geworden door oorlogen, industriële vervuiling of een combinatie van beide. Het hele volk bewoont nu een vloot ruimteschepen, de "Stalen werelden" die zich voorbij de asteroïdengordel ophouden - de Priester-Koningen houden ze met hun geavanceerde wapens op afstand. Er wonen enkele duizenden Kurrii op Gor, voornamelijk afstammelingen van neergestorte piloten.
Uiterlijk lijken ze op een kruising tussen een beer en een baviaan, met veel langere armen dan benen; ze hebben een brede, wolfachtige kop en grote felle ogen. Ze hebben zes vingers aan iedere hand, die veel buigzamer zijn dan menselijke vingers. In opgerichte houding, met hun handen los van de grond, zijn ze gemiddeld iets minder dan twee-en-een-halve meter hoog.
Onnodig te zeggen dat ze veel sterker en taaier zijn dan mensen, die ze als prooidieren beschouwen. Plantaardig materiaal lijken ze niet te kunnen verteren.
Hoewel ze dus op zoogdieren lijken, is hun voortplanting heel anders: de extreem dominante mannen bezwangeren, na hun rivalen te hebben gedood, een harem van vrouwen; de zwangere vrouwen zoeken een z.g. "Bloedmin" op, het derde geslacht van de Kurrii, een immobiele variant die nog het meest op een reusachtige, harige zee-egel lijkt en blijkbaar een plantachtig bestaan leidt, en brengen het embryo uit hun baarmoeder er in over. Hierin groeit het embryo tot een welp, zich voedend met de "Bloedmin" tot hij groot genoeg is om er uit te breken. De welp zal zich voegen bij een vrouwelijke Kur - al dan niet zijn biologische moeder - tot hij alleen kan overleven.
De Kurrii beschouwen de verafschuwde niet-dominante mannen (wellicht homoseksuelen?) als een vierde geslacht.
De Priester-Koningen hebben verklaard dat zij niet veel verschil zien tussen mensen en Kurrii, en het is gebleken dat de normaal vijandige houding tussen de twee soorten kan verkeren in wederzijds respect. Toch lijkt het onwaarschijnlijk dat zij ooit in vrede naast elkaar kunnen leven.
De Kurrii geven grotelijks de voorkeur aan Gor boven de Aarde, omdat hun biologie nogal gevoelig is voor luchtvervuiling (wellicht is dit ook een cultureel vooroordeel, gezien hun geschiedenis). Er zijn wel degelijk Kurrii op Aarde, maar zij mijden bewoonde gebieden als de pest; zeldzame waarnemingen schijnen verantwoordelijk te zijn voor de legende van de "Bigfoot".
Toen zij echter geen kans meer zagen om Gor te veroveren, bleken zij bereid genoegen te nemen met de Aarde.
Met name genoemde Kurrii zijn de infiltrant Rog (!) en generaal Zarendargar.

## Grote spinnen
De vierde intelligente soort op Gor, ook wel "Moeras-spinnen" genoemd; hoewel ze sterk op Aardse spinnen lijken, komen ze van een andere, onbekende planeet. Ze zijn uiterst timide en vredelievend, ondanks (of misschien juist dankzij) hun formidabele fysieke verschijning. Ze zijn ongeveer zo groot als neushoorns en hebben grote, vlijmscherpe kaken. Het zijn wel degelijk vleeseters, maar ze sterven liever zelf dan een intelligent medeschepsel te kwetsen (De uitzondering hierop schijnt hun vrouwen te gelden, tijdens de paartijd - blijkbaar eten ze, net als Aardse spinnen, hun partner wel eens op).
Hun zijde is zeer gewild en wordt wel door mensen geoogst, maar ook werden zij door de mensen uit Ar meedogenloos bejaagd.
Zij dienen niet verward te worden met rotsspinnen; deze grote spinnen zijn niet-intelligente, gevaarlijke roofdieren.

## Tarl Cabot

Wapen van Tarl Cabot

Tarl Cabot is de hoofdpersoon en "ik-figuur" in 18 van de 29 Gor-romans en speelt bijrollen in ten minste een paar van de overige.
Geboren in het Engelse plaatsje Bristol, waarschijnlijk rond het einde van de Tweede Wereldoorlog, heeft hij zijn vader nooit gekend; zijn moeder overleed toen hij zes jaar oud was. Hij werd verder opgevoed door een tante, die hem "een goede opvoeding verschafte met alles wat daar bij hoort, behalve misschien liefde". Hij genoot een gedegen opleiding, o.a. aan Oxford University; schijnbaar werd hij vanwege zijn ongewone naam, vuurrode haardos en ouderloze achtergrond nogal veel gepest, hetgeen hem overigens sterk en weerbaar gemaakt schijnt te hebben.
Na zijn school afgemaakt te hebben vertrok hij naar de staat New Hampshire in de Verenigde Staten, waar hij een baantje als geschiedenisleraar aannam. Tijdens een korte vakantie ging hij op een voettocht door de White Mountains - waar zijn echte leven een aanvang nam.
Daar vond hij namelijk een aan hem gerichte brief. Hij werd daar ook opgepikt en meegevoerd door een vliegende schotel. Op Gor aangekomen, werd hij ontvangen door zijn vader Matthew Cabot, de Administrator van Ko-Ro-Ba, een prachtige stad. Na een roerende kennismaking wordt hem verteld dat hij naar Gor is gehaald voor een speciale missie (het veroveren van de Thuissteen van Ar) en hiertoe moet hij zich trainen in krijgskunst en het temmen van de Tarn. Hij slaagt uiteraard, en ontmoet op dit avontuur voor de eerste maal Talena, zijn toekomstige vrouw.
Vanaf dit eerste deel wordt Gor zijn thuis en gaat hij het leven op Aarde meer en meer verachten, tot hij ten slotte op-en-top Goreaan is.
Tarl Cabot is, botweg gezegd, weinig meer dan een parodie op de fantasy-actieheld; een soort super-James Bond die onverslaanbaar is door mannen en onweerstaanbaar voor vrouwen. Elementen van Conan van Cimmerië, John Carter en Doc Savage zijn in hem terug te vinden, vermengd met een flinke portie bittere frustratie en machtsfantasie, ongetwijfeld afkomstig van John Norman zelf.
Ondanks zijn (op zich al amper moreel te noemen) Krijgers-erecode (die hij meer dan eens verraadt) en zijn eindeloze pseudofilosofische boutades die blijkbaar dienen om zijn extreem gewelddadige en seksistische gedrag te rechtvaardigen (Tegenover wie anders dan de lezer?) is hij in feite totaal amoreel, geleid door niets anders dan zijn eigen sentiment.

## Andere personages
- Marlenus van Ar
- Talena van Ar
- Pa-Kur
- Elizabeth Cardwell
- Jason Marshall

## Navolging
Het wereldbeeld en de levenswijze die in de boeken beschreven zijn hebben onder lezers geleid tot navolging en het ontstaan van Goreaanse subculturen waar als rollenspel of als levensstijl diverse situaties nagespeeld worden. Bijvoorbeeld dienen slavinnen daar in het algemeen onderdanige houdingen aan te nemen tegenover mannen waarbij diverse varianten van knielen in de praktijk gebracht worden.